# Agony (jeu vidéo, 2018)
Pour les articles homonymes, voir Agony.
Agony est un jeu vidéo d'horreur en vue à la première personne développé par Madmind Studio et édité par PlayWay, sorti le 29 mai 2018. Il était prévu initialement pour le 30 mars 2018 sur PlayStation 4, Xbox One et ordinateur (Windows), mais a été repoussé au 29 mai 2018.
Le jeu est également prévu sur Nintendo Switch en fin d'année 2018.
L'engouement populaire porté autour d'Agony s'amplifie au fur et à mesure que le jeu se dévoile à travers des bandes-annonces. Pourtant, le titre subit un échec critique retentissant.

## Trame
Le jeu propose une descente au cœur des Enfers, où le joueur tente de survivre à une multitude de créatures difformes, tout en essayant de résoudre le mystère de la Déesse Rouge, le personnage ayant créé cet antre d’« agonie » et de souffrance perpétuelle. Le jeu propose aussi d'incarner Vydija, un succube amant de la déesse rouge dont le but sera de la retrouver afin d'accomplir un rituel pour retrouver ses ailes perdues.
Entre-temps le jeu propose plusieurs fins du côté du martyr. La fin normale ou le joueur atteint la déesse rouge et prend le contrôle de "la bête", une entité démoniaque incontrôlable dont le joueur est le seul à avoir la capacité de la contrôler. Il s'agit en fait d'une ruse de la déesse rouge afin de pouvoir pénétrer dans le monde des vivants et ravager l'humanité. La fin démon s'obtient en terminant le jeu et en ayant tué un maximum d'entités, ici le joueur se transformera en démon et finira prisonnier des Enfers. Le joueur peut aussi choisir de combattre Baphomet ou d'essayer de s'échapper de l'Enfer en faisant appel à l'aide de quatre anges à retrouver un peu partout dans les Enfers. Mais les tentatives s’avéreront vaines.
Après que le joueur ait finit le jeu en version démon et en version succube, celui ci peut s'attacher à récupérer les effets de Nimrod portés par des martyrs un peu partout dans les Enfers. Une fois ceux ci récupérés et en se rendant à la cathédrale de la déesse rouge, il retrouvera Vydija qui deviendra sa femme et il deviendra le nouveau maître des enfers, il s'agit de la vraie fin d'Agony.

## Système de jeu
Agony est un jeu vidéo de survival horror en vue à la première personne.
Le personnage possède un arbre de compétences lui permettant de courir plus longtemps, de respirer plus longtemps ou de voir sa jauge de vie augmentée, les compétences s'obtiennent en mangeant des fruits interdits dissipés dans les Enfers. Le joueur doit faire appel à la ruse pour éviter autant que possible les démons et les pièges d'Agony. Le joueur au fur et à mesure du jeu peut aussi prendre le contrôle des démons du jeu mais aussi des autres martyrs. En effet lorsque le joueur meurt, il lui est possible de prendre temporairement le contrôle d'un démon ou définitivement le contrôle d'un Martyr à condition que la tête du Martyr soit visible. On peut alors pour ceux dont la tête n'est pas visible interagir avec eux pour leur dévêtir la tête.
Le jeu propose des difficultés variables et modulables, on peut activer ou non les lignes du destin illimitées qui permettent de montrer le chemin vers le prochain point de contrôle. La possession d'un martyr ou d'un démon peut aussi se voir simplifier selon le réglage choisie.
Dans le mode succube, le joueur incarne Vydija, cette dernière n'est pas attaquée par les araignées, les serpents et les ifrits. Elle dispose d'une plus grande mobilité que le martyr et d'une vitesse accrue ainsi que la capacité de respirer indéfiniment sous l'eau. Vydija peut également attaquer les quelques démons la provoquant avec l'attaque légère au corps à corps ou son attaque lourde à distance en utilisant un cœur récupéré précédemment sur un martyr ou un démon tué. Elle peut également exécuter au moyen d'une animation en pressant la touche au bon moment.
Dans les deux campagnes, le joueur peut récupérer des statuettes représentant la monnaie du jeu afin de débloquer des bonus dans la galerie : peintures, bandes dessinées, notes et modèle 3D. Ces derniers peuvent aussi être trouvés normalement en parcourant le monde d'Agony.

## Développement
Agony est créé par le studio de développement indépendant polonais Madmind Studio, fondé en 2015 par 9 « vétérans » du jeu vidéo. En effet, à eux tous, ils ont participé au développement de plusieurs anciens jeux dits – « AAA » – tels que Tom Clancy's The Division, The Witcher 3: Wild Hunt, Sniper Ghost Warrior 2 ou encore Alien Rage. Cependant, il s'agit de leur premier projet vidéo-ludique commun et l'équipe décide de le financer via une « campagne Kickstarter » ; c'est-à-dire grâce à un financement participatif. Le studio, visiblement taquin, demande alors la somme de 66 666 $ (le nombre 666 étant considéré comme le « nombre de la bête »). Le projet dépasse largement son objectif. Mais, le studio souhaite être plus ambitieux et promet d'améliorer la constitution du jeu, si les contributeurs continuent de financer le projet. Finalement, Madmind récolte plus de 180 000  et Agony se dote ainsi d'une vue à la troisième personne, de combats de boss, de multiples fins possibles, et d'une compatibilité avec la réalité virtuelle,.
Le jeu est développé sous le moteur de jeu Unreal Engine 4.
Le studio planifie une sortie du jeu pour le 30 mars 2018. Mais, la repousse sine die le 20 mars 2018 afin de terminer les « dernières étapes » de développement.

### Censure
Lors de l’évaluation du jeu par ESRB, Agony reçu d'abord la mention « Adults Only » ce qui provoquait une interdiction de sorties sur consoles de jeu. Pour en réchapper, Madmind décida de s'auto-censurer, en supprimant de nombreuses scènes (gore, nudité) afin d'obtenir la mention « Mature ». Pour compenser, le studio envisagea d'apporter un patch anti-censure sur PC, contenant l'intégralité des scènes.
Finalement, Agony sort le 29 mai 2018, à la suite d'un accord passé entre Madmind Studio et Koch Media, ce dernier étant chargé de distribuer le jeu (traduit en neuf langues, dont le français) en version physique et dématérialisée.
Sur PC, la version Agony Unrated n'est pas censurée.

### Mise à jour et portages
En septembre 2018, Madmind Studio, toujours en difficulté financière, annonce un partenariat avec l'éditeur polonais Forever Entertainment, afin de porter le jeu sur Nintendo Switch en fin d'année 2018.

## Accueil

### Engouement
Avant même la sortie du jeu, Jeuxvideo.com considère Agony comme un titre « prometteur » (et lui attribue une note de 4 sur 5).

### Critiques
Toutefois, à sa sortie, le jeu reçoit des critiques dans l'ensemble très négatives partout dans le monde, quel que soit la plate-forme, comme en résulte les scores exceptionnellement bas recensés par Metacritic (cf. tableau, à droite). La plupart des critiques s'accordent sur un gameplay lent et mal adapté, des graphismes gâchés par des effets de lumière catastrophiques, par un level design répétitif et par une intelligence artificielle catastrophique comblée par un nombre incalculable de bug[réf. nécessaire].
Le studio réagit en sortant la Hellish Update corrigeant un grand nombre des problèmes.

## Suite: Succubus
Vydija fera l'objet d'une suite appelée Succubus en cours de développement dont la date de sortie reste à déterminer. Le joueur incarnera Vydija qui a renoncé à une vie royale de reine des enfers et devra combattre Baphomet qui tente de détrôner Nimrod. Mais avant elle devra se venger de tous les démons l'ayant trahit.